# 円谷峻
円谷 峻（つぶらや たかし、1945年5月7日 - 2017年2月25日）は、日本の法学者。位階は従四位。
専門は、民法・消費者法。特に、契約法・不法行為法・消費者契約法を研究。横浜国立大学名誉教授。

## 略歴
福島県生まれ。1969年横浜国立大学経済学部卒業、1971年一橋大学大学院法学研究科修士課程修了、1974年同博士課程単位取得退学。指導教官は好美清光。同年横浜国立大学経営学部専任講師、1975年助教授、1989年教授、1990年同国際経済法学研究科教授、1994年同国際開発研究科教授、1999年同国際経済法学研究科長、2006年定年退任、名誉教授、明治大学大学院法務研究科（法科大学院）専任教授。2016年退任。
この他、1999年4月から2003年3月まで横浜国立大学評議員、2002年4月から2005年3月まで法務省司法試験考査委員、2009年4月から2014年3月まで消費者法学会理事・消費者教育支援センター理事、2009年4月より公益法人自動車製造物責任相談センター副理事長、2012年4月から2016年3月まで放送大学客員教授。2017年胃がんのため品川区内の病院で死去。叙従四位、瑞宝中綬章追贈。

## 恩師
指導教官は好美清光。

## 親族
妻は弁護士の円谷瑛子。子息に弁護士の円谷順がいる。

## 主要著書

### 単著
- 『契約の成立と責任』(1988)（一粒社）
- 『比較財産法講義』(1992)（学陽書房）
- 『現代契約法の課題―国際取引と民法理論―』(1997)（一粒社）
- 『新・契約の成立と責任』(2004)（成文堂）
- 『不法行為法・事務管理・不当利得―判例による法形成』（2005、第2版2010、第3版2016）（成文堂)
- 『ドイツ民法総論―設例・設問を通じて学ぶ』（翻訳）（2008、第2版2015）（成文堂）
- 『債権総論―判例を通じて学ぶ』（2008、第2版2010）（成文堂）
- 『民法』(2013)（放送大学教育振興会）

### 共著
- （好美清光）『消費者の保護 : 各国の事例にみる現状と対策』（翻訳）(1986)（東洋経済新報社）
- （内田勝一）『基本判例2 民法総則・物権』(1999)（法学書院）
- （山田卓生）（野村豊弘）（鎌田薫）（新美育文）（岡孝）（池田真朗）『分析と展開 民法Ⅰ総則・物権』（第3版2004）（弘文堂）
- （山田卓生）（野村豊弘）（鎌田薫）（新美育文）（岡孝）（池田真朗）『分析と展開 民法Ⅱ債権』（第5版2005）（弘文堂）
- （武川幸嗣）『民法』(2017)（放送大学教育振興会）

### 編著
- 『二一世紀判例契約法の最前線 : 野村豊弘先生還暦記念論文集』(2006)（判例タイムズ社）
- 『損害賠償法の軌跡と展望 : 山田卓生先生古稀記念論文集』(2008)（日本評論社）
- 『社会の変容と民法典』(2010)（成文堂）
- 『民法改正案の検討 第1巻-第3巻』(2013)（成文堂）
- 『新たな法規律と金融取引約款』(2015)（成文堂）

## 参考
- 『民事責任の法理―円谷峻先生古稀祝賀論文集』(2015)（成文堂）